# موش کیسه‌دار حنایی
موش کیسه‌دار حنایی (نام علمی: Antechinus bellus) نام یک گونه از سرده موش‌های کیسه‌دار پاپهن است.